# Mastaura (Cária)
Mastaura era uma pequena cidade no norte de Cária, que sob o Império Romano foi incorporada à província da Ásia.
É para se distinguir da cidade de Mastaura na Lícia.

## Localização
Mastaura estava localizada no norte da antiga Cária, no sopé do Monte Messogis, no pequeno rio Crisáoras, entre Trales e Trípolis. Algumas fontes falam da cidade como originalmente pertencente à Lídia, um reino ao qual Creso (560-546 a.C) incorporou Cária por um breve período.
Plínio, o Velho menciona a cidade como dependente de Éfeso como sua capital provincial e, portanto, como pertencente em seu tempo (século I) à província romana da Ásia. O geógrafo Estrabão cita a cidade como localizada no vale do rio Maeander.
Seu site está localizado perto de Mastavra, na Turquia asiática. Em 16 de outubro de 1836, William Hamilton visitou as ruínas, então cobertas por azinheiras, arbustos e amoreiras.
O teatro de Mastaura parcialmente preservado, cuja cávea é agora ocupada por um olival, aguarda escavação.

## Bispado
Le Quien atribui à cidade quatro bispos nomeados. Teodósio compareceu ao Primeiro (431) e Segundo Concílio de Éfeso (449). Seu substituto, Sabácio, pediu ao bispo Hespério de Pitanas que o representasse no Concílio de Calcedônia em 451. Teodoro participou do Terceiro Concílio de Constantinopla em 680. Constantino foi um dos pais do Segundo Concílio de Niceia em 787. A estes quatro pode ser adicionado um Vaanes que esteve no Concílio de Constantinopla (879) de Fócio, mas não está claro se foi bispo de Mastaura na Ásia ou de Mastaura na Lícia.
Não sendo mais um bispado residencial, Mastaura na Ásia é hoje listada pela Igreja Católica como uma sé titular.